# 林县革命委员会
林县革命委员会于1968年4月28日成立，1980年4月恢复林县人民政府。主任：杨贵（1968年4月-1969年12月）、刘友明（1970年1月-1972年2月）、张兴武（1972年2月-1972年12月）、杨贵（1972年12月-1978年7月）、王德政（1978年7月-1979年7月）、魏新法（1979年7月-1980年4月）。